# Serial ATA
| Styki wtyczki sygnałowej SATA | Styki wtyczki sygnałowej SATA |
| Pin                           | Funkcja                       |
| ----------------------------- | ----------------------------- |
| 1                             | Ground (masa)                 |
| 2                             | A+ (Transmit)                 |
| 3                             | A– (Transmit)                 |
| 4                             | Ground (masa)                 |
| 5                             | B– (Receive)                  |
| 6                             | B+ (Receive)                  |
| 7                             | Ground (masa)                 |
| –                             | wycięcie                      |
|                               |                               |

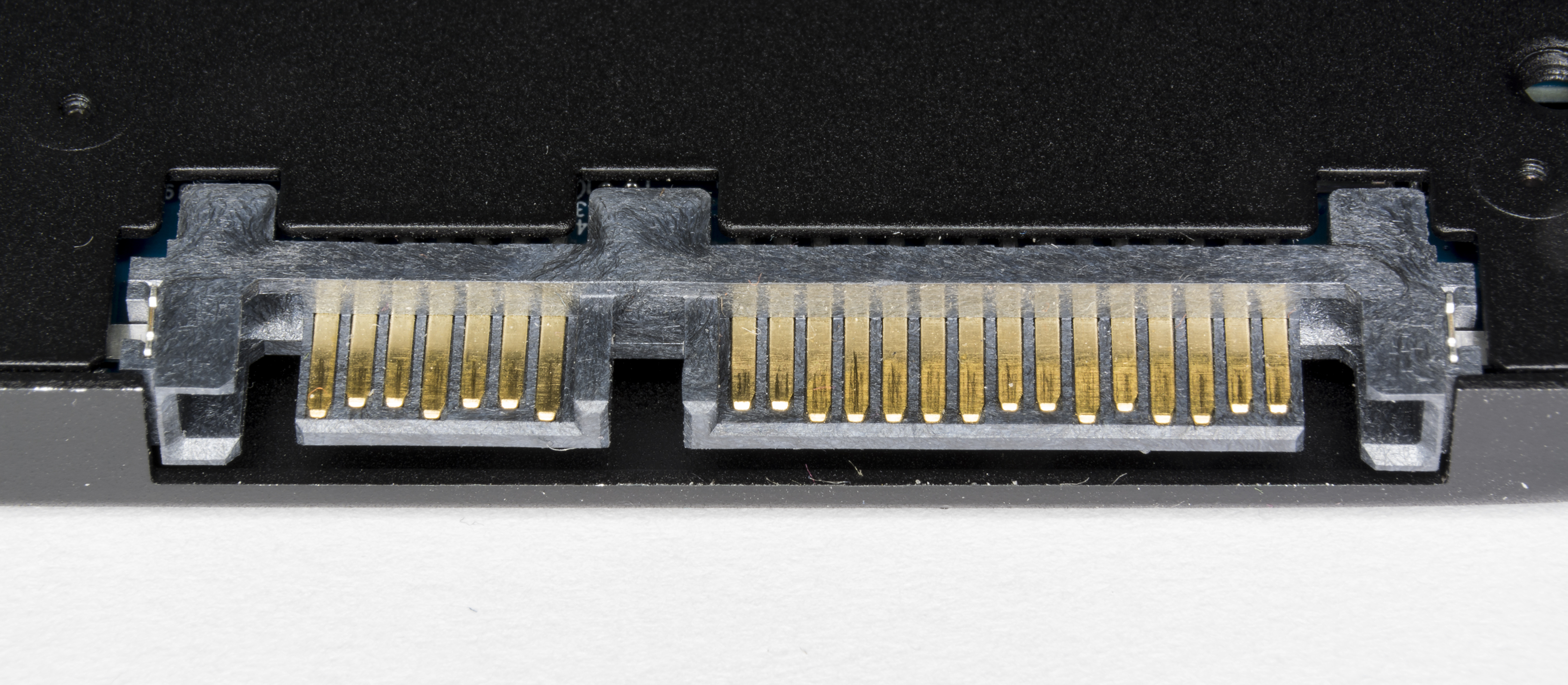
Złącza SATA w dysku SSD

Serial ATA, SATA (od ang. Serial Advanced Technology Attachment) – szeregowa magistrala komputerowa, opracowana i certyfikowana przez Serial ATA International Organization, służąca do komunikacji między adapterami magistrali hosta a urządzeniami pamięci masowej, w tym dyskami twardymi, dyskami SSD, napędami optycznymi i taśmowymi. SATA jest bezpośrednim następcą równoległej magistrali ATA.
Kable SATA są węższe i bardziej elastyczne od kabli ATA, co ułatwia układanie oraz poprawia warunki chłodzenia wnętrza komputera. Również złącza SATA wykonane w technologii LIF (ang. low insertion force) są zminiaturyzowane, umożliwiając zastosowanie SATA w coraz to mniejszych urządzeniach pamięci masowej (patrz też mSATA), a także zmniejszając ilość miejsca potrzebnego na gniazda kontrolera płyty głównej. Dodatkowo zespół złączy SATA (zasilający + sygnałowy) został tak zaprojektowany, że może być stosowany jako zintegrowane złącze typu hot plug. Długość przewodu SATA może dochodzić do 1 metra.

## Wersje standardu
Jak dotąd, opracowano trzy generacje interfejsu SATA. Pierwsza, najstarsza wersja SATA I umożliwia szeregową transmisję danych z maksymalną przepustowością 1,5 Gbit/s (ok. 150 MiB/s). Druga generacja (SATA II) oferuje przepustowość 3,0 Gbit/s (ok. 300 MiB/s). Trzecia generacja (SATA 3), zaprezentowana oficjalnie po raz pierwszy 27 maja 2009 roku udostępnia przepustowość 6,0 Gbit/s (ok. 600 MiB/s).

### SATA II (3 Gbit/s)
Dostępne są dyski z kontrolerem wyposażonym w magistralę SATA 3 Gbit/s, która umożliwia transfer danych z prędkością 3 gigabitów/s (rzeczywista 384 MB/s). Podwojona przepustowość doskonale sprawdza się w przypadku serwerów, gdzie stosowane są rozbudowane macierze dyskowe lub systemy pamięci zewnętrznej. W przypadku komputerów domowych dopiero dyski SSD zaczęły wykorzystywać potencjał nowego kontrolera.
Nowy standard wprowadza trzy nowe specyfikacje usprawniające działanie kontrolerów dysków twardych:
Kolejkowanie zadań (ang. native command queuing) – mechanizm kolejkowania poleceń mający za zadanie zwiększyć wydajność i efektywność dysku twardego poprzez takie ustawianie zadań odczytu i zapisu na nośniku, aby jego głowice musiały wykonać jak najmniej skoków. W ten sposób można uzyskać do 10% wzrostu wydajności.
Powielacze portów (ang. port multiplier) definiuje sposób podłączania jednego złącza SATA do kilku urządzeń. Każde takie urządzenie jest odpowiednikiem koncentratora sieciowego. Do jednego portu hosta można podłączyć do szesnastu urządzeń SATA. Pojedynczy dysk twardy nie może wykorzystać całej zwiększonej przepustowości, czyli około 384 MB/s (dla przykładu interfejs SCSI oferuje prędkość 640 MB/s), lecz dzięki powielaczom cztery dyski połączone równolegle mogą w pełni wykorzystać oferowaną przepustowość. Dodatkowym atutem, podobnie jak w poprzednim standardzie, jest zmniejszenie liczby kabli i poprawienie przepływu powietrza wewnątrz obudowy, a więc także lepsze chłodzenie pamięci masowej SATA (dysków twardych). Specyfikacja powielaczy portów dodaje asynchroniczną metodę powiadamiania o podłączeniu lub odłączeniu urządzenia, w ten sposób oszczędza się czas normalnie potrzebny na częste procedury sprawdzania gotowości urządzenia (dysku).
Wyznacznik portu (ang. port selector) umożliwia podłączenie dwóch różnych portów do tego samego urządzenia w celu utworzenia nadmiarowej ścieżki do tego urządzenia. Port Selector to zasadniczy element budulcowy dla producentów rozwiązań RAID, NAS i systemów kopiowania „dysk na dysk”, opracowujących w pełni redundantne topologie pamięci masowej. Umożliwia także w prosty sposób udostępnianie np. zewnętrznej pamięci masowej więcej niż jednemu serwerowi, zastępując stosowane obecnie wolne łącza typu Ethernet.

### SATA III (6 Gbit/s)
Przepustowość maksymalna tego interfejsu wynosi 6 Gbit/s, czyli jest dwukrotnie większa od SATA II (3 Gbit/s) i nieco mniejsza od Ultra 640 SCSI (6 Gbit/s = 600 MB/s przy kodowaniu 8b/10b). Zachowano zgodność wsteczną z SATA II i częściowo z SATA I (patrz punkt ograniczenie prędkości), dzięki czemu migracja z poprzednich wersji do SATA 3 jest w miarę bezproblemowa. W większości przypadków producenci dysków SSD SATA 3.0 zapewniają zgodność tylko z interfejsami SATA 3.0 i 2.0, na kontrolerze SATA 1 takie SSD mogą nie działać. Ulepszono też obsługę kolejkowania poleceń (NCQ) – poprawiono zarządzanie kolejkowaniem oraz wprowadzono nowe polecenie przesyłania strumieniowego, umożliwiające izochroniczny transfer danych. W marcu 2009 roku firma Seagate wspólnie z AMD zaprezentowała pierwsze urządzenia z interfejsem SATA 3. Pierwszym dyskiem twardym ze złączem SATA 3 jaki pojawił się w ofercie handlowej we wrześniu 2009 był Seagate Barracuda XT (model ST32000641AS).

### Ograniczenie prędkości (zworką lub programem)
Dyski z SATA II (3 Gbit/s) mają czasem fabrycznie montowaną zworkę, która – w celu zapewnienia kompatybilności ze starym sprzętem – ogranicza dysk do prędkości wcześniejszego standardu SATA I. Aby zdjąć to ograniczenie, wystarczy wyjąć zworkę.
W niektórych dyskach firmy Samsung ograniczenie takie w razie potrzeby, może być wykonane z pomocą programów narzędziowych np. ES-Tool, SSpeed.

## Rodzaje złączy

### eSATA

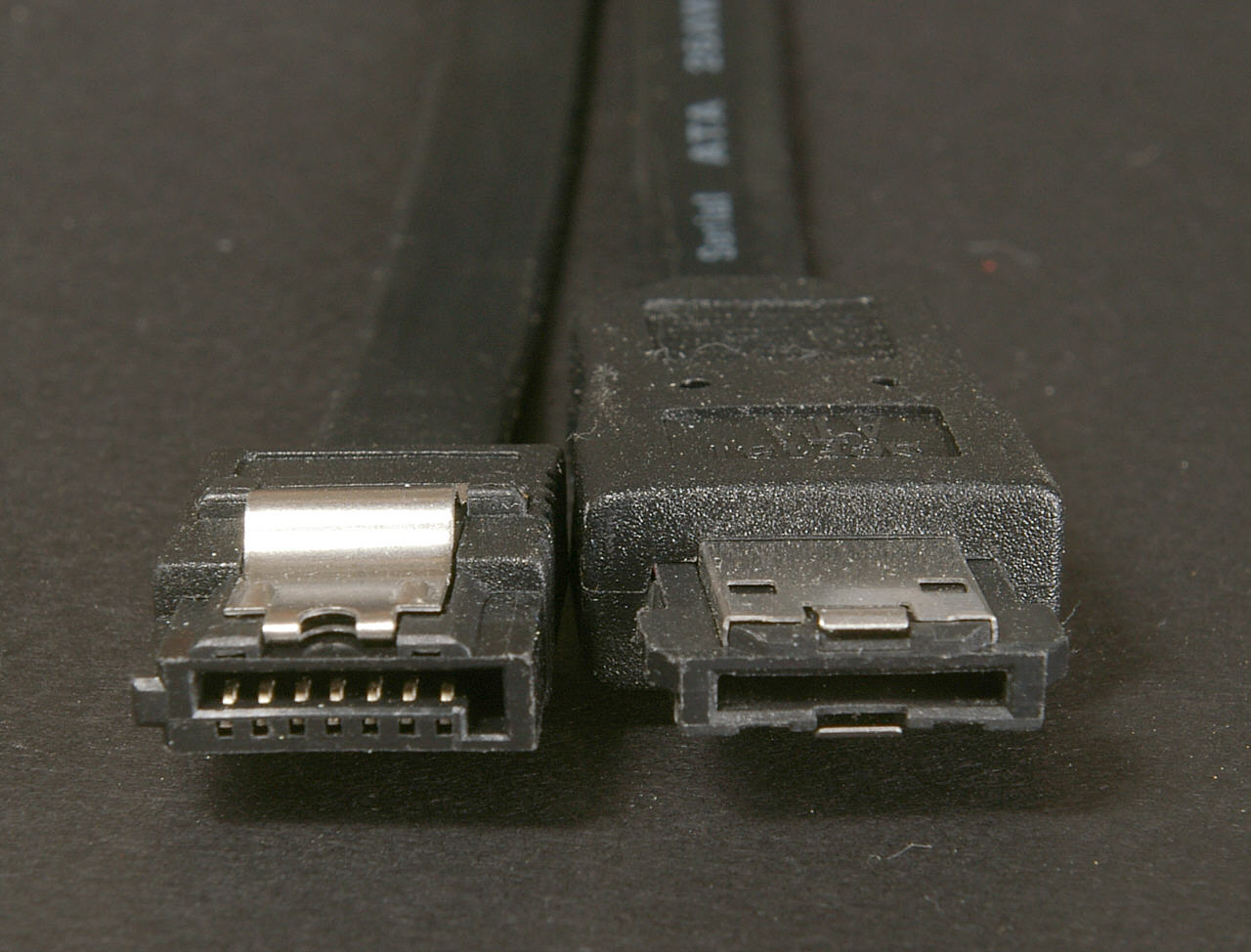
Porównanie wtyczek SATA i eSATA

Złącze eSATA (external SATA) to zewnętrzny port SATA 3 Gbit/s, przeznaczony do podłączania zewnętrznych pamięci masowych.
Główną ideą eSATA jest zapewnienie identycznej prędkości przesyłania danych w urządzeniach zewnętrznych, jaka osiągalna jest dla napędów wewnętrznych. Osiągane przez ten standard prędkości nie odbiegają od tych oferowanych przez SATA II – maksymalne przepustowości to 150 MB/s oraz 300 MB/s. Jest to prędkość znacznie większa niż maksymalna prędkość przesyłania danych przez port USB 2.0 (480 Mb/s – 60 MB/s), a porównywalna do prędkości złączy USB 3.0 (5 Gb/s – 625 MB/s). Maksymalna długość kabla eSATA może wynosić 2 metry. W przeciwieństwie do USB port eSATA nie musi zapewniać zasilania – oryginalny port eSATA był bez zasilania, dopiero port eSATAp będący w istocie hybrydą eSATA i USB dostarcza zasilanie. Porty eSATA i eSATAp są fizycznie niekompatybilne.

### xSATA
xSATA to rozwinięcie standardu eSATA. Jest to zewnętrzne połączenie SATA o długości do 8 metrów przy użyciu ekranowanych kabli i złączy.

### mSATA
mSATA (mini-SATA) to oficjalnie zaprezentowany 21 września 2009 roku typ złącza SATA. W związku z wciąż postępującą miniaturyzacją pamięci masowych oraz elektroniki w komputerach mobilnych, SATA-IO opracowała nową generację złącza do stosowania w netbookach oraz dyskach SSD 1.8". Maksymalna przepustowość mSATA wynosi 6 Gbit/s.

### Zasilanie w dyskach wewnętrznych
Dyski wewnętrzne mają własne zasilanie, niekoniecznie związane ze standardem SATA. Poniżej widoczna jest wtyczka dla dysków wewnętrznych.

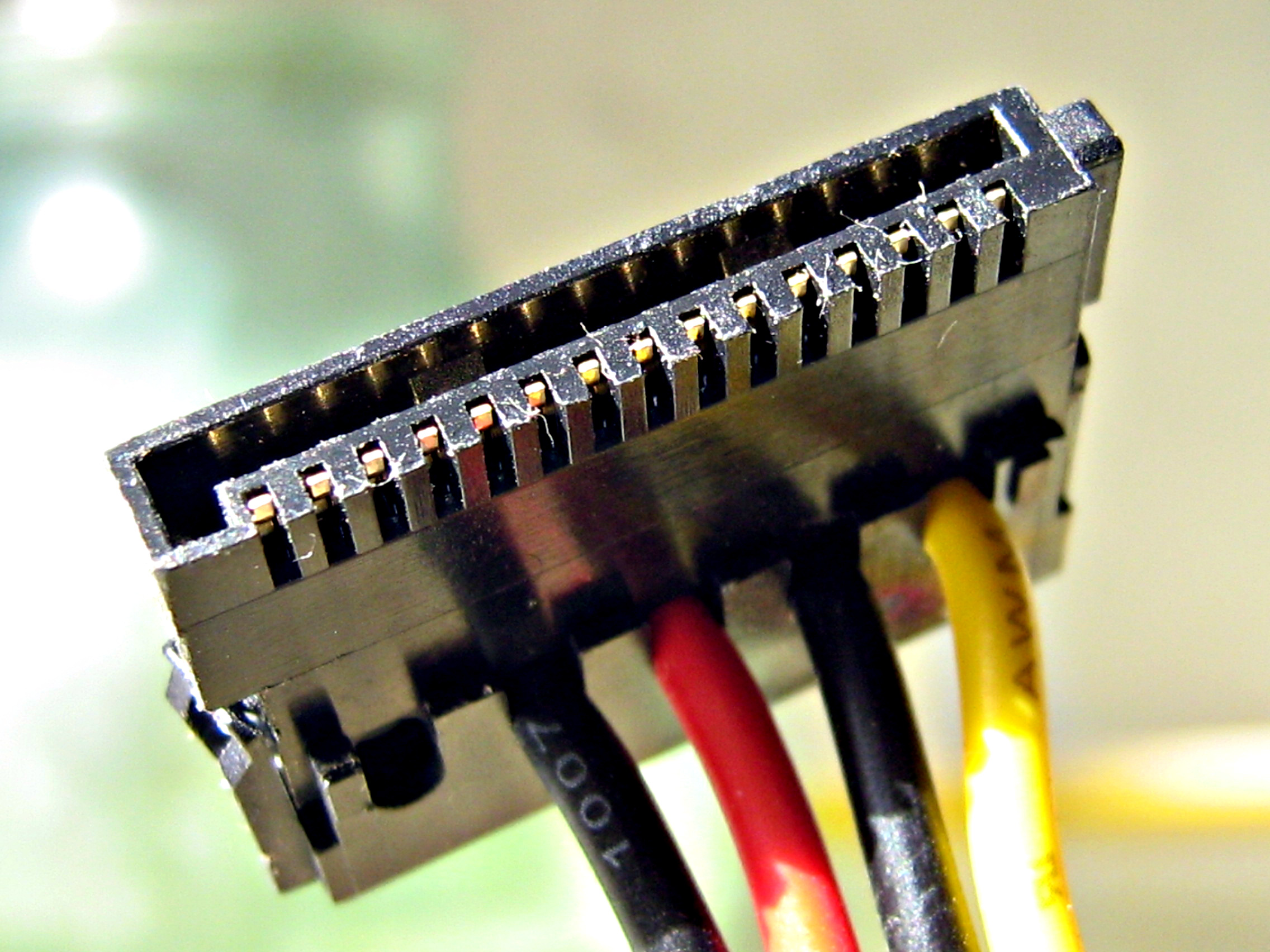
15-pinowa wtyczka zasilania SATA.
Wtyczka tego typu nie obsługuje funkcji hot-plug (styki 4 i 12).

| Styki wtyczki zasilania SATA | Styki wtyczki zasilania SATA | Styki wtyczki zasilania SATA | Styki wtyczki zasilania SATA                     |
| Pin kolor przewodu           | Pin kolor przewodu           | Długość pina                 | Funkcja                                          |
| ---------------------------- | ---------------------------- | ---------------------------- | ------------------------------------------------ |
| –                            | –                            | –                            | wcięcie                                          |
|                              | 1                            | 3.                           | Zasilanie 3.3 V                                  |
| 2                            | 3.                           |                              | Zasilanie 3.3 V                                  |
| 3                            | 2.                           |                              | Zasilanie 3.3 V                                  |
|                              | 4                            | 1.                           | Ground (masa)                                    |
| 5                            | 2.                           |                              | Ground (masa)                                    |
| 6                            | 2.                           |                              | Ground (masa)                                    |
|                              | 7                            | 2.                           | Zasilanie 5 V                                    |
| 8                            | 3.                           |                              | Zasilanie 5 V                                    |
| 9                            | 3.                           |                              | Zasilanie 5 V                                    |
|                              | 10                           | 2.                           | Ground (masa)                                    |
|                              | 11                           | 3.                           | Opóźniony start/Aktywny (wymaga wsparcia napędu) |
|                              | 12                           | 1.                           | Ground (masa)                                    |
|                              | 13                           | 2.                           | Zasilanie 12 V                                   |
| 14                           | 3.                           |                              | Zasilanie 12 V                                   |
| 15                           | 3.                           |                              | Zasilanie 12 V                                   |